# Les Cordeliers
Les Cordeliers constituent l'un des quartiers centraux de la ville de Lyon (France) et se trouvent au nord  du 2e arrondissement de Lyon. Le centre du quartier est constitué par la place des Cordeliers autour de laquelle les principaux monuments du quartier s'organisent. Il est situé entre le quartier des Terreaux au nord et le quartier de Bellecour au sud.

## Origine du nom
Il tire son nom du couvent des Cordeliers dont seule l'église, placée sous le vocable de Saint Bonaventure, a été épargnée par la confiscation des biens de l'Église par l'État après la Révolution française. « Les Cordeliers » est le nom jadis donné en France aux religieux de l'ordre des Frères mineurs, ou franciscains de la stricte observance, à cause de la corde nouée qu'ils portaient autour de la taille. On les appelait aussi « observantins » pour les distinguer de ceux qui, à la suite des discussions qui éclatèrent dans l'ordre, ne subirent pas les réformes de capucins, des récollets, etc. (...)

## Histoire du quartier

### Époque romaine
À l'époque romaine, l'actuel quartier abrite les entrepôts du quartier des Canabae. Des traces d'habitats ont été retrouvées et une occupation au Bas-Empire est découverte lors des travaux de construction du parking de la Bourse en 1989 et 1990 place de la Bourse. Au début du Ier siècle, une succession d'occupation alterne avec des périodes d'inondations qui exhaussent le terrain d'une trentaine de centimètres chaque fois. Les premières structures légères datent du règne de Tibère (14 - 37). L'habitat est attesté du milieu du Ier siècle jusqu'au début du IIIe siècle.

### Moyen Âge
Comme le reste de la ville, le quartier est déserté jusqu'au XIe siècle et le repeuplement est lié à la reconstruction des ponts sur la Saône et sur le Rhône. Le noyau d'habitat se situe autour de l'église Saint-Nizier et les ruelles traversent le quartier des Cordeliers d'est en ouest, notamment les rues Ferrandière, Thomassin, Tupin et Poulaillerie qui attestent l'existence de rues dédiées à certaines activités artisanales ou de loisirs : fer, marché des volailles, poteries (les tupiniers ou bien le jeu de tupineis, sorte de jeu d'adresse à cheval avec un pot de terre rempli d'eau).
Le quartier des Cordeliers se peuple entre les XIe siècle et XIVe siècle bien que l'activité se regroupe légèrement plus à l'ouest autour de la rue Mercière.

### Le couvent des Cordeliers

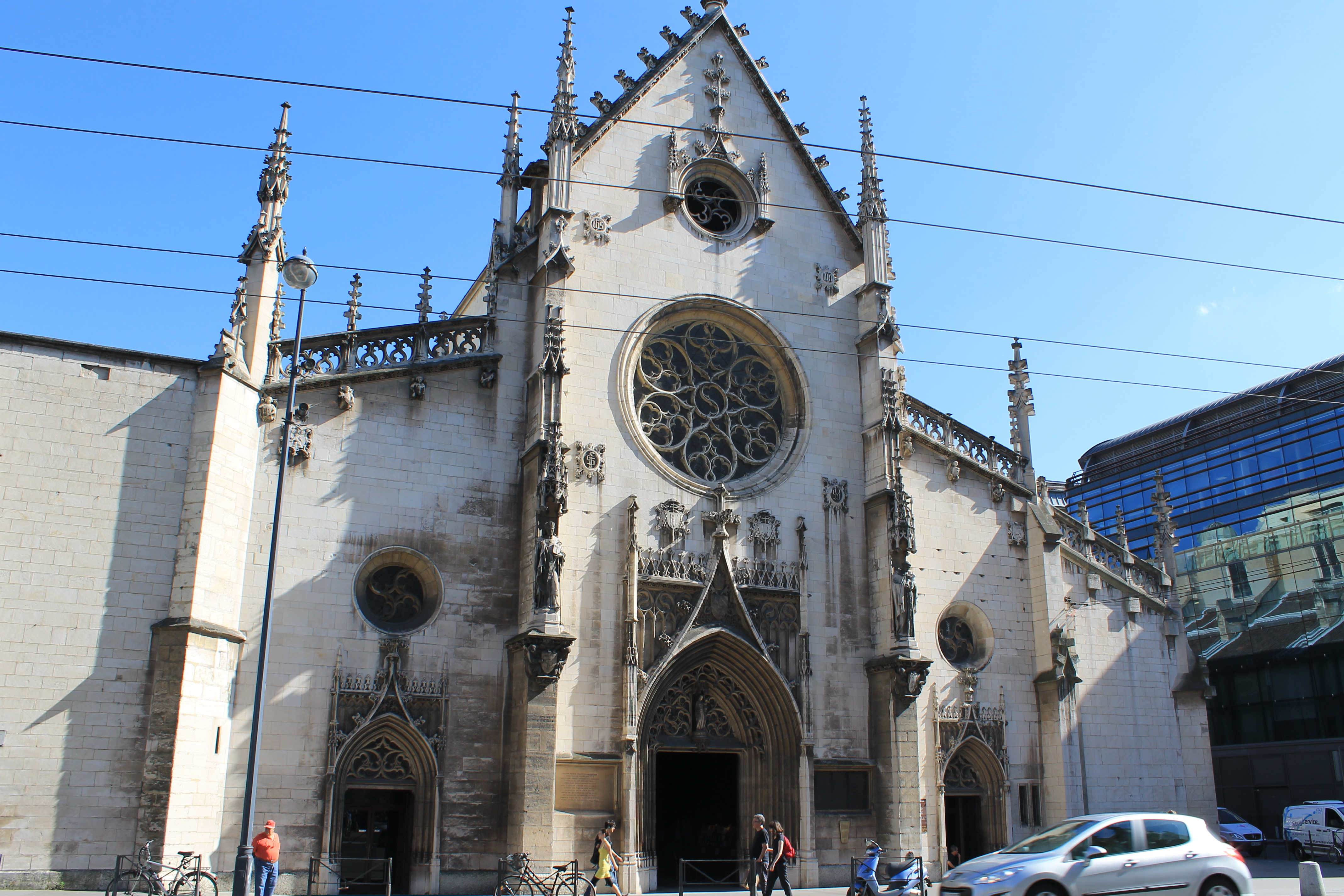
L'église Saint-Bonaventure.

Les franciscains, sous la conduite de Guichard IV, seigneur de Beaujeu, s'installent à Pouilly-le-Monial en 1210, à Vienne en 1212, à Villefranche en 1216. Deux d'entre eux quittent Villefranche (aujourd'hui Villefranche-sur-Saône) et se voient donner par le sénéchal Grôlée un terrain à Lyon, situé entre les rues Grenette, Stella, Blanchère (aujourd'hui disparue) et le port Charlet sur le Rhône. Cette concession est approuvée par lettre patentes de Philippe Auguste le 18 juillet 1220,,. C'est cette date que l'on retient pour la fondation du monastère par l'ordre des moines franciscains. Une première église, de petites dimensions est construite grâce aux dons du sénéchal, à proximité du port Charlet, le long de la rue Tabourin (aujourd'hui disparue). Le pape Honoré III approuve les premiers travaux par une bulle datée du 12 mai 1224. Grôlée donne une partie de ses richesses au nouveau couvent et désire y reposer après sa mort (mais la date est inconnue). Trois de ses héritiers sont enterrés dans des tombeaux voisins dont Jacmus Grôlée.
En 1274, le concile réunit le pape Grégoire X et le cardinal Bonaventure, loué pour son humilité et son érudition. Au seuil de la mort, Bonaventure reçoit la visite papale qui lui donne les derniers sacrements. L'église bâtie par de Grôlée s'avère trop petite pour accueillir le cercueil du futur canonisé. Ce sera Jacques de Grôlée, petit-fils du sénéchal et dévoué alors au service du prince Édouard de Savoie, qui entreprend la construction de l'église actuelle en jetant les fondations d'une église tournée vers le sud, disposition alors peu courante. Il ne faut que deux années pour que l'église ne soit construite jusqu'à la septième travée. Elle est placée sous le vocable de Saint-François d'Assise et est consacrée le 18 septembre 1328 par l'archevêque de Lyon, Pierre IV de Savoie. Le bâtisseur Jacques de Grôlée décède le 4 mai 1327 et est inhumé au pied du maître-autel (son corps sera déplacé en 1599). Il fait non seulement bâtir l'église mais il confère également aux religieux des revenus provenant de terrains situés sur la rue qui porte désormais son nom. Rapidement l'église devient le siège des corporations qui y bâtissent des chapelles : des marchands de Troyes en Champagne font bâtir la chapelle de Saint-Fortuné (ou Saint-Fortunat) en 1345, les tailleurs d'habits celle dédiée à saint Joseph, les hôteliers et taverniers celle de saint Antoine de Padoue en 1388, ou encore « ceux qui travaillent dans l'art de la soie » celle de Notre-Dame de l'Assomption. L'église, aujourd'hui église Saint-Bonaventure, est agrandie de 1471 à 1484.
Les édifices conventuels (dont celui des Cordeliers) et hospitaliers occupent près d'un tiers de la presqu'île.
Le quai sur le Rhône est l'un des premiers construits à Lyon entre 1739 et 1745 entre le couvent des Cordeliers qui y possède alors une façade, et le pont de la Guillotière. La partie au sud du couvent porte le nom de quai et port des Cordeliers.

### La création de la place des Cordeliers (XVIe–XVIIIesiècles)

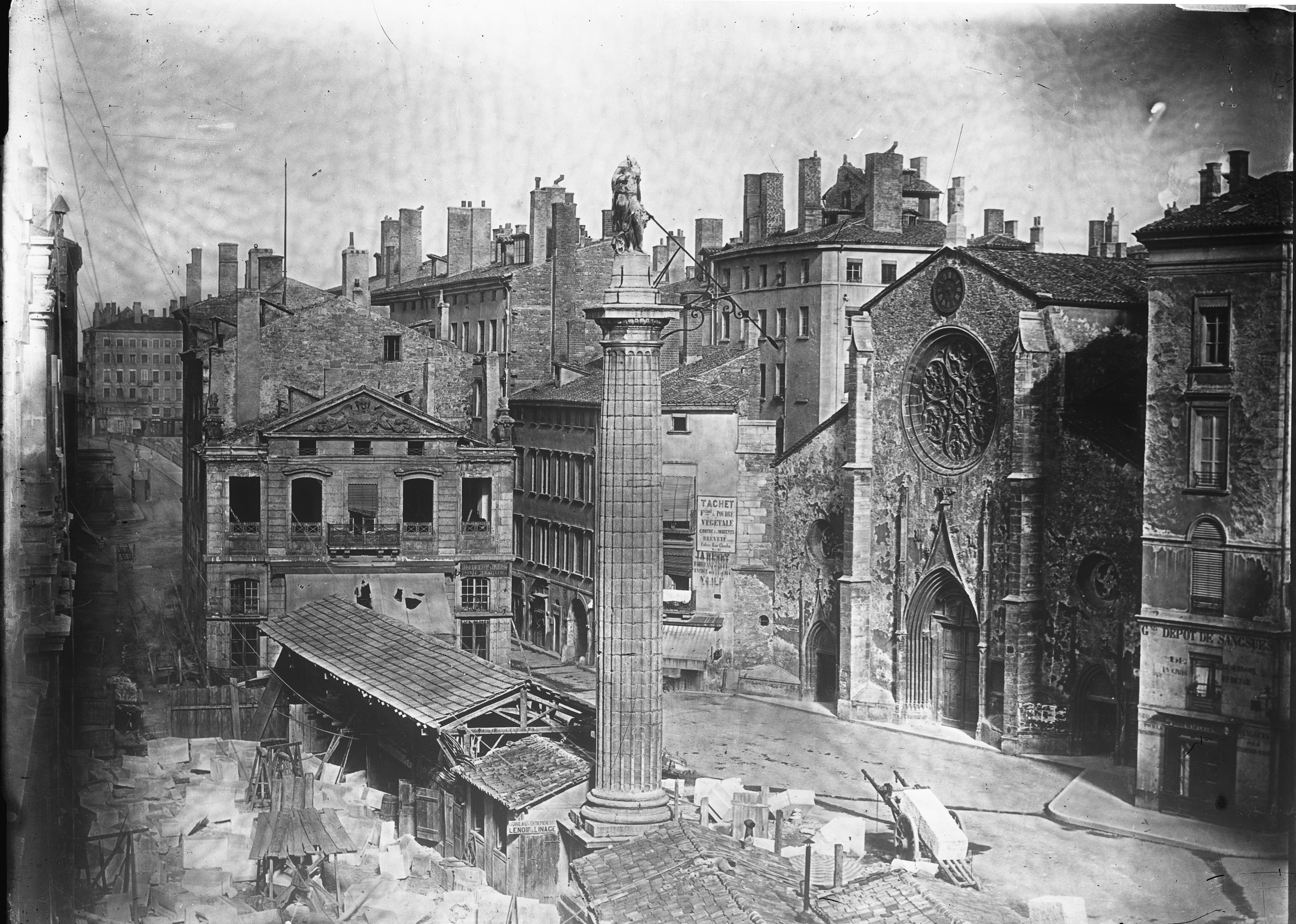
La colonne du Méridien et la salle de concert juste avant leur démolition.

La place des Cordeliers est créée en 1557 lorsque les Cordeliers cèdent, contre une rente annuelle, le terrain de leur cimetière,. La place a alors une forme irrégulière car elle est constituée de deux espaces : d'un côté un espace s'étendant entre le parvis de l'église et le carrefour des rues Grenette et de la Gerbe ; de l'autre, à l'ouest de l'église, à l'emplacement d'une partie de l'actuelle rue Grôlée,,.
À l'est de la place des Cordeliers, côté Rhône, les Cordeliers cèdent des terrains, en contrepartie d'une rente annuelle, afin d'y fonder une académie de musique. La maison du concert est bâtie en 1724 d’après les plans de l’architecte d’origine milanaise Pietra Santa.
En 1765, est érigée au centre la place la colonne du Méridien. Ce monument est construit de 1765 à 1770 par l'architecte Pierre-Gabriel Bugniet, pour servir de fontaine et de méridienne. En 1768, la colonne haute de 20 m, est surmontée d'une statue représentant Uranie, muse de l'astronomie et de l'astrologie, désignant le méridien à ses pieds.

### La révolution de 1789

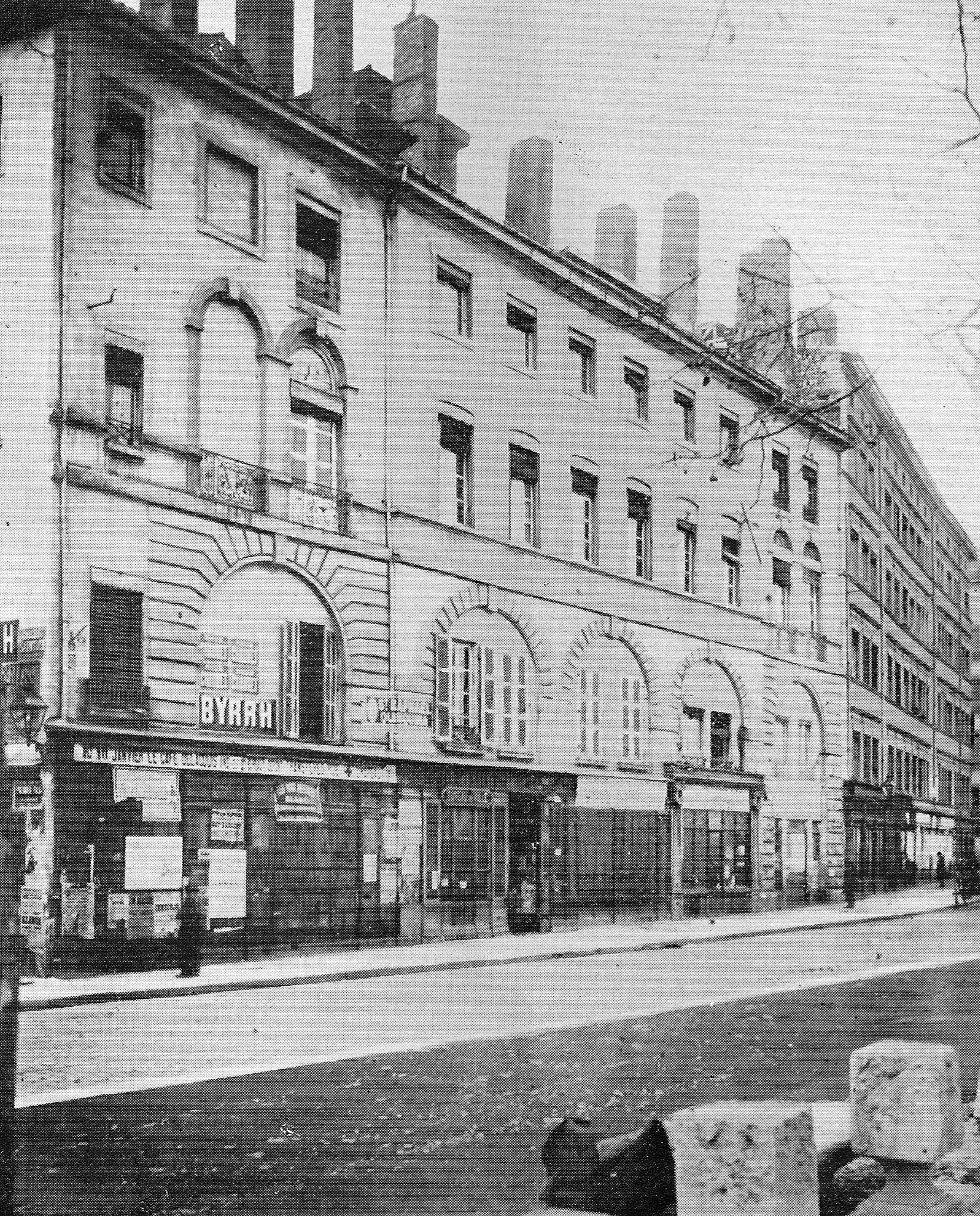
Façade du couvent des Cordeliers sur le Rhône vers 1880.

Le couvent des Cordeliers est aliéné après la révolution de 1789. Les bâtiments conventuels sont détruits et seuls subsistent quelques bâtiments situés sur le quai de l'Hôpital (actuel quai Jules-Courmont). L'église en revanche connaît un meilleur sort que celle des Jacobins détruite en 1808 ; elle est conservée et se verra même adjoindre l'actuelle façade au cours du XIXe siècle. La chapelle Notre-Dame-de-Bon-Rencontre, qui se trouvait à l'angle des rues Bon-Rencontre (actuelle rue Grôlée) et du Port-Charlet (actuelle rue Ferrandière), et la chapelle Notre-Dame-du-Confalon, construite entre cette chapelle et le chevet de Saint-Bonaventure sont quant à elles détruites. À l'emplacement des anciens bâtiments conventuels et des chapelles, sont percées les rues Symphorien-Champier, de Pavie, Meissonnier et Saint-Bonaventure, ainsi qu'une place semi-circulaire, la place Confalon, sur laquelle est construit en 1811 le mont-de-piété. 
L'ancienne maison du concert est vendue aux enchères en 1791 et devient une maison d'habitation.
Vers 1850, les Cordeliers sont toujours un ensemble un lacis de ruelles insalubres, dont la largeur moyenne est de 5 mètres.

### Les percées du second Empire

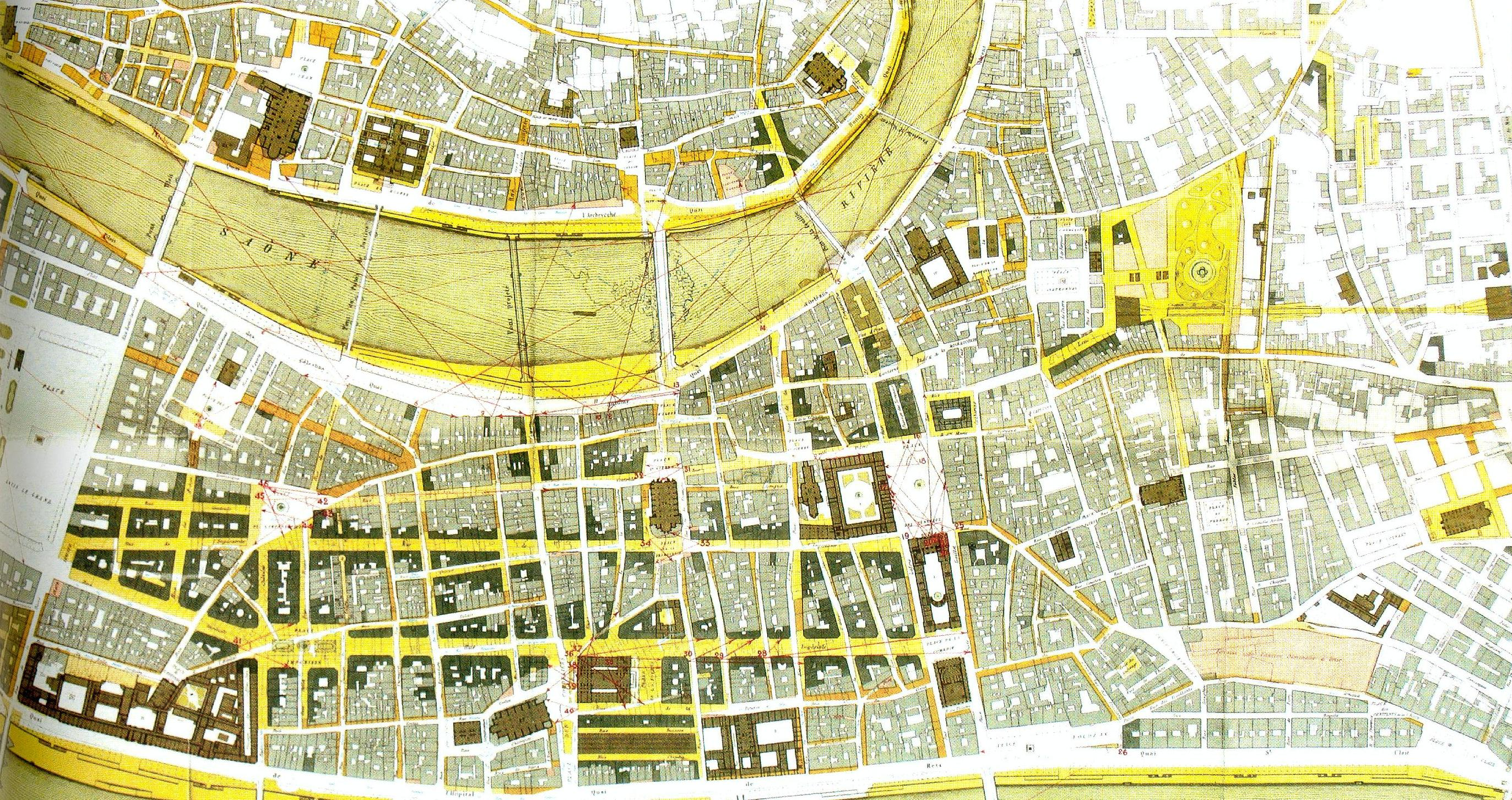
Plan des projets réalisés sur la Presqu'île de Lyon en 1863.

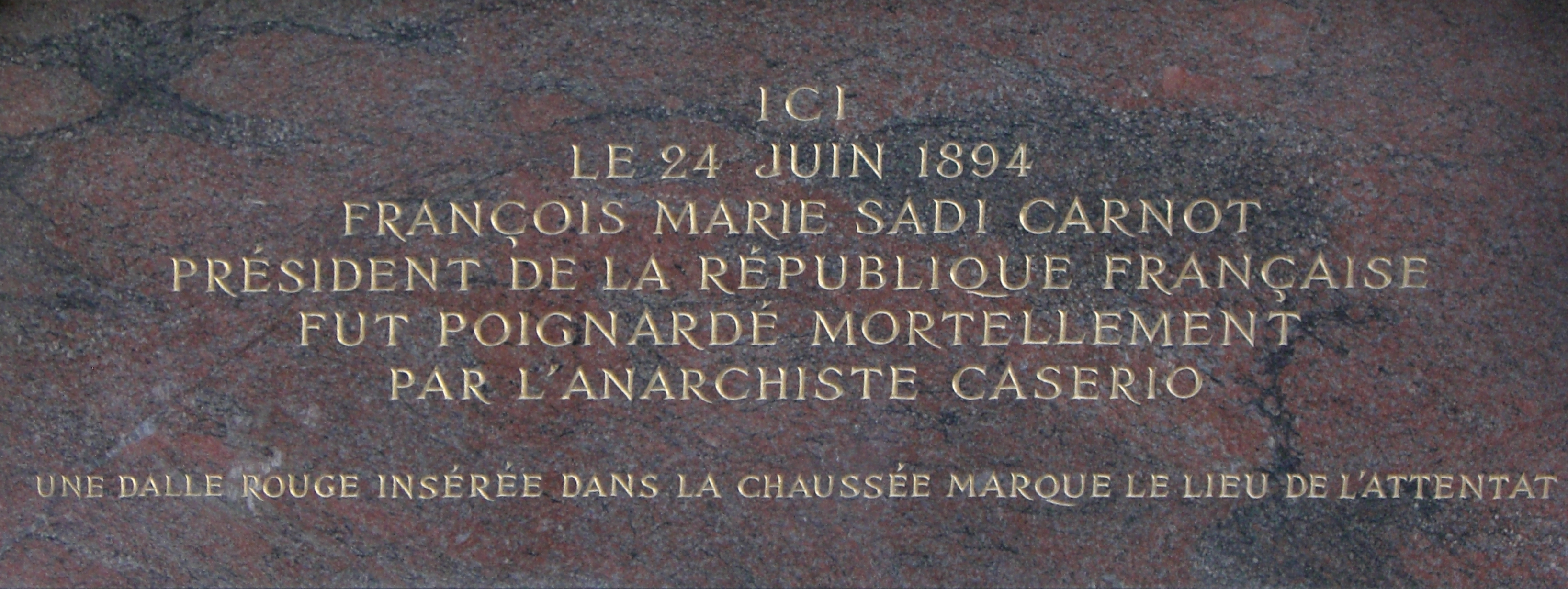
Plaque commémorant l'assassinat de Sadi Carnot.

Au cours du second Empire, l'hygiénisme devient une des préoccupations des maires successifs. À l'instar des grands travaux entrepris par le baron Haussmann à Paris, on décide le percement de rues dans le centre de Lyon pour conjurer entre autres « la stagnation de l'air, (...) origine principale de toutes les maladies ». Le préfet Claude-Marius Vaïsse met en œuvre ce percement entre 1853 et 1864 : l'actuelle rue de la République, qui traverse le quartier des Cordeliers du nord au sud, est achevée en 1862 ainsi que la Palais de la Bourse construit par René Dardel, commencé en 1855 et inauguré par Napoléon III. En 1858, débute la construction d'un marché couvert situé entre les nouvelles rues Buisson (rue Antoine Sallès depuis 1962) et Claudia. Le bâtiment, dont la charpente métallique est confiée à Tony Desjardins, est inauguré le 1er mars 1859.
Afin d'améliorer la jonction entre la rue Grenette élargie et le pont Lafayette construit en 1826, on détruit en 1858 les deux monuments érigés sur la place au XVIIIe siècle. La destruction de l'ancien théâtre agrandit considérablement la place des Cordeliers vers l'est. En revanche, la rue Grôlée est redressée, supprimant la partie de la place située à l'ouest de l'église. La portion de la rue de la Gerbe donnant sur la place des Cordeliers est également supprimée.

### Naissance du quartier Grôlée
La place des Cordeliers devient alors l'un des centres vitaux de la ville. De chaque côté de l'église Saint-Bonaventure, sont construits deux grands magasins : en 1886, le Grand Bazar de Lyon, à l'angle avec la rue de la République, et, en 1895, les Grands magasins des Cordeliers, à l'angle avec le quai du Rhône ; ce dernier magasin est racheté en 1919 par les galeries Lafayette en 1919 et de nouveaux étages sont ajoutés en 1924-1925. 
À partir de 1887 est décidée la réalisation du quartier Grôlée. De nombreuses échoppes de savetiers se pressent sur les contreforts de l'église Saint-Bonaventure. Les rues à l'arrière de l'édifice n'excèdent pas deux mètres de largeur et forment un lacis insalubre. Le maire Antoine Gailleton déclare « (Ce quartier) n'a point eu encore sa part des transformations qui, depuis une période de trente années, ont si puissamment contribué à donner à notre cité le caractère de grande ville qui lui convient et auquel elle doit occuper le premier rang après la capitale » . Les expropriations débutent en 1889. En 1894, le quartier actuel est quasiment achevé à l'exception de deux grands immeubles sur le Rhône et un autre, place de la République. Le quartier est définitivement achevé en 1908. En 1909, le tramway emprunte l'axe central du quartier, l'actuelle rue du Président-Carnot, ce qui marque le succès tangible du ré-aménagement du quartier.

### XXesiècle
Le 24 juin 1894, l'anarchiste Sante Geronimo Caserio assassine le président Sadi Carnot devant le Palais de la Bourse. Aujourd'hui, une pierre rouge sur le sol de la rue de la République, rappelle l'assassinat. En mai 1968, la place vit les affrontements entre forces de l'ordre et étudiants qui doivent se réfugier dans l'église. Dans les années 1970, les halles de Lyon déménagent dans le nouveau quartier de la Part-Dieu. Le bâtiment est détruit en janvier 1971 et un parc de stationnement sur plusieurs niveaux est construit à son emplacement. Le quartier voit l'arrivée du métro en 1978. Entre 2005 et 2007, l'ancien Grand Bazar est démoli et un nouveau magasin est construit à son emplacement.

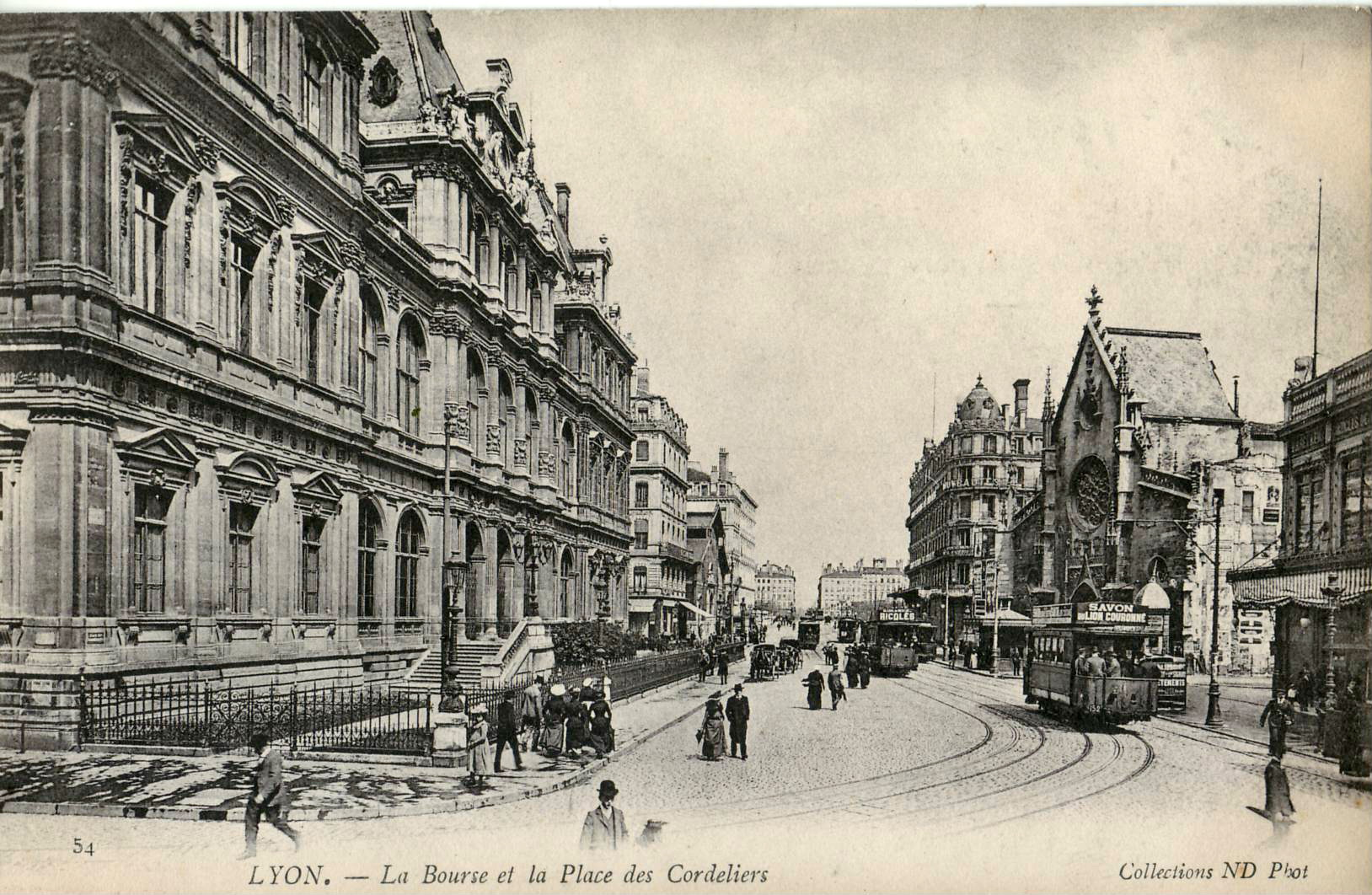
La Place des Cordeliers et la Bourse, dans les années 1910. Les tramways de Lyon animaient la rue.
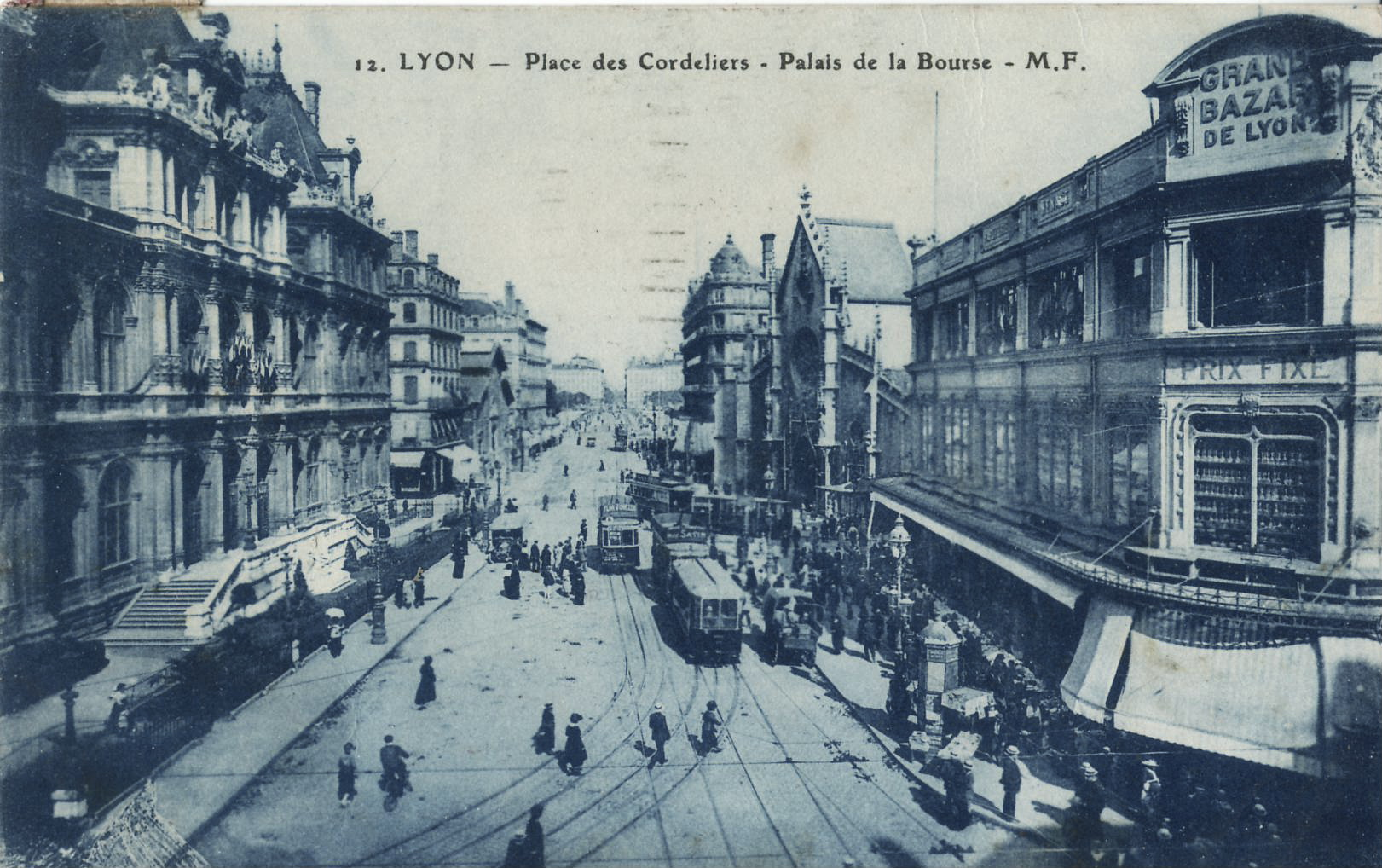
Autre vue, dans les années 1920

## Édifices remarquables
- Sur la place des Cordeliers :

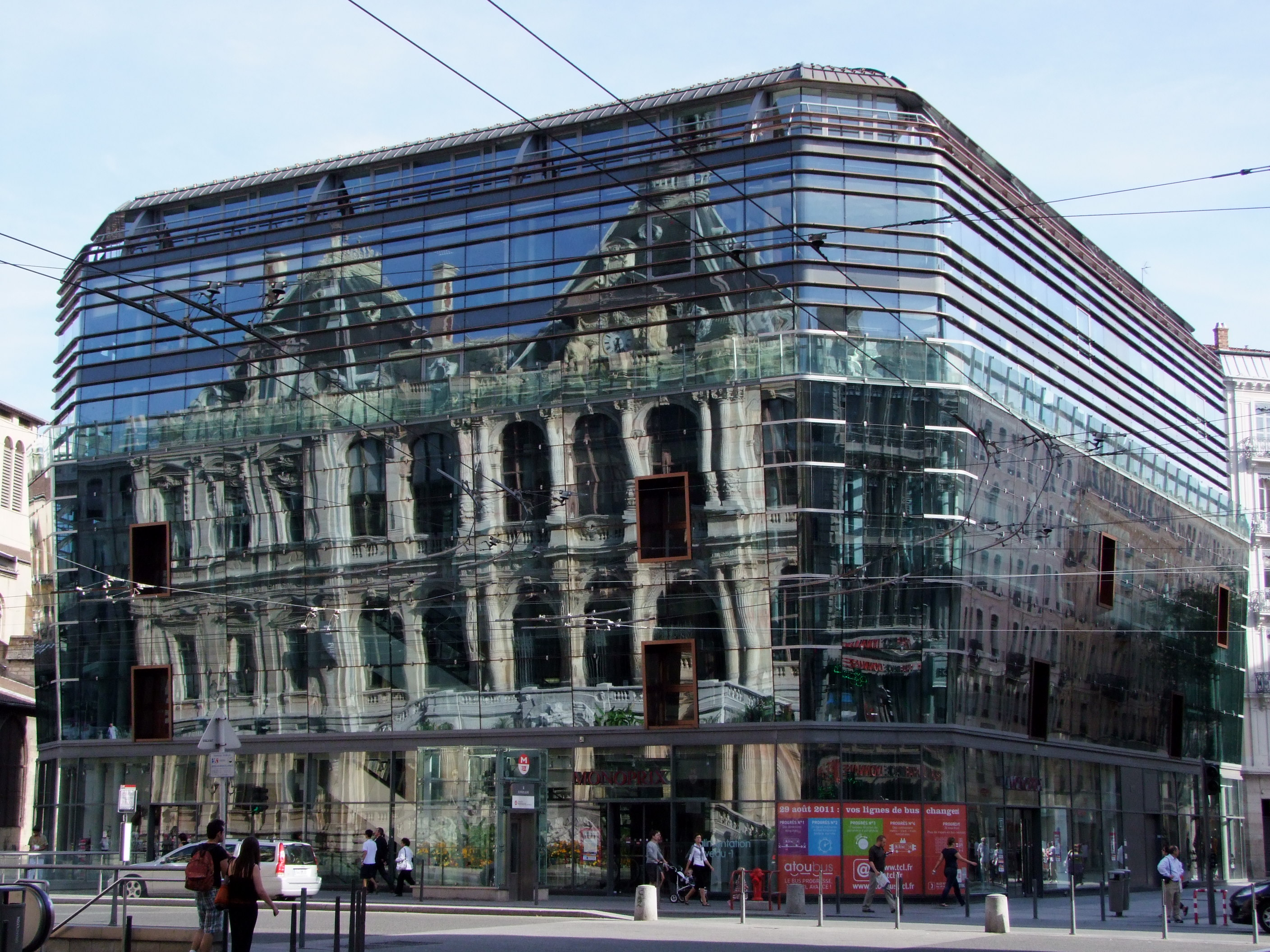
Les reflets du Palais de la Bourse dans le Nouveau Grand Bazar

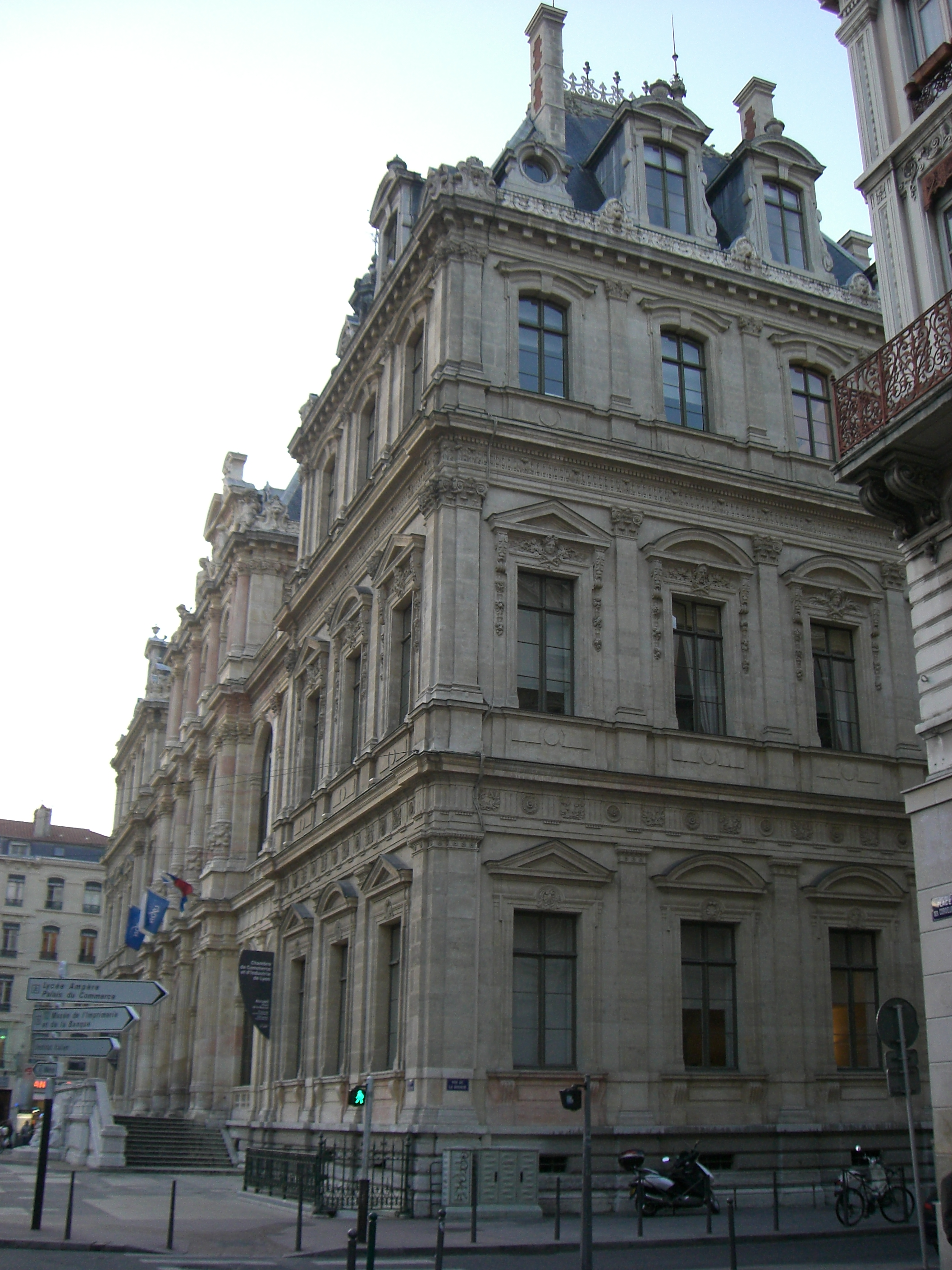
Palais de la Bourse détails du pavillon sud-est

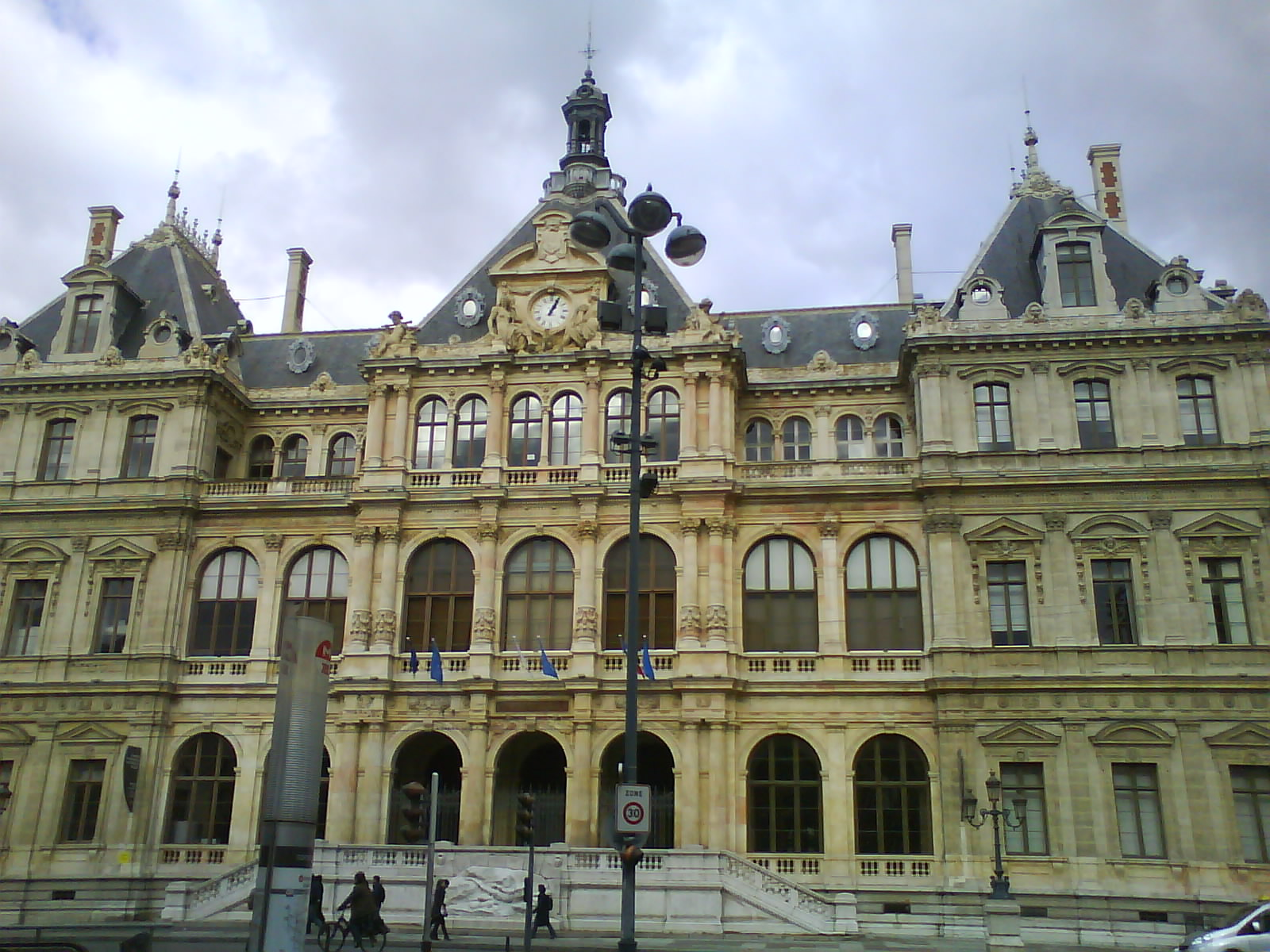
Le palais de la Bourse en 2008

  - Le Grand Bazar : un des grands magasins du centre de Lyon, démoli[27] pour céder la place à un immeuble de verre et de métal et rouvert en septembre 2007 dans les enseignes Monoprix et H&M ;
  - Grands magasins des Cordeliers : il est ouvert en 1895 après le percement de la rue du Président-Herriot ; repris par les Galeries Lafayette en 1919, il est considérablement agrandi en 1924-1925 ; après 1999, il est occupé par l'enseigne Saturn, puis l'enseigne Boulanger après 2011 ;
  - Église Saint-Bonaventure ;
  - Palais de la Bourse ;

- Aux alentours de la place des Cordeliers :
  - Église Saint-Nizier ;
  - Sièges de banques sur la rue de la République : bâtiment historique du Crédit lyonnais, Banque de France ;
  - Artères et rues commerçantes à proximité : rues de la République, Tupin, Ferrandière, Grenette, Édouard-Herriot, Mercière et place des Jacobins ;
  - Le pont Lafayette.

## Accessibilité
- Ce site est desservi par la station de métro Cordeliers (Ligne A).
- Lignes de bus C3, C5, C13, C14, 9, 27, S1, 171.